# Uta Mauersberger
Uta Mauersberger (* 15. Mai 1952 in Bernburg/Saale) ist eine deutsche Lyrikerin, auch Kinderbuchautorin und Nachdichterin. Sie lebt als freischaffende Schriftstellerin in Leipzig.

## Leben
Uta Mauersberger stammt aus einer angesehenen Musikerfamilie. Nachdem sie in Halle (Saale) die Schule besuchte, studierte sie Bibliothekswissenschaften an der Humboldt-Universität zu Berlin. Sie schrieb Gedichte und Kinderbücher. Einen Ruf erwarb sie sich als Nachdichterin aus dem Sorbischen.
Als Lyrikerin erhielt Uta Mauersberger auf dem Poetenseminar in Schwerin 1975 den Förderpreis der FDJ und galt fortan als unterstützungswürdige junge Autorin.
Zusammen mit der bulgarischen Künstlerin Tatiana Petkova stellte Uta Mauersberger auf der Leipziger Buchmesse 1995 das poetische Projekt "TerraIrreale" vor.

## Werke (Auswahl)
- Uta Mauersberger. Poesiealbum 153, Berlin 1980
- Balladen, Lieder, Gedichte, Berlin 1983, 1985
- Geschichte vom Plumpser und zwei andere. Mit Bildern von Christa Unzner-Fischer, Berlin 1984, 1986, 1988, 1989
- Kleine Hexe Annabell. Mit Bildern von Christa Unzner-Fischer, Berlin 1988
- Gedichte, Leipzig 1989
- Rattenschwanz. Gedichte, Berlin 1989
- Wer glaubt an den Osterhasen? Mit Bildern von Karl-Heinz Appelmann, Berlin 1990
- Herr Frost und Frau Winter. Eine Geschichte mit Liedern / Marja Krawcec. Marhata Cyžec. Ill. von Martha-Luise Gubig. [Nachdichtung aus dem Sorbischen Uta Mauersberger], Bautzen 1990
- Vorfreude, schönste Freude. Eine Weihnachtsgeschichte, Leipzig und Weimar 1991
- Karolins Nachtrunde. Mit Bildern von Cleo-Petra Kurze, Berlin 1991, 2000
- Fünf ernste Lieder (Pjeć chutnych spěwow) auf Texte von Uta Mauersberger, Pětr Mahling, Kristian Pech, Rainer Maria Rilke und Johannes Bobrowski, Komponist: Jan Paul Nagel, Litschen 1992
- Vorfreude, schönste Freude. Eine Weihnachtsgeschichte, Tonträger, Gelesen von Edgar M. Böhlke, Schwäbisch Hall 1998
- The nightingale question: 5 poets from Saxony, Tessa Ransford (ed./transl.), Exeter 2004